# Wilhelm Damwerth
Wilhelm Damwerth (* 20. November 1923 in Münster; † 5. Mai 1988) war ein deutscher Schriftsteller.

## Leben
Damwerth besuchte die Handelsschule und machte dort sein Abitur. Er nahm als Soldat am 2. Weltkrieg teil und geriet in Kriegsgefangenschaft. Er studierte Germanistik und Philosophie, war dann als freier Schriftsteller und Herausgeber tätig. Damwerth unternahm Reisen nach Russland, Spitzbergen und Grönland, die er teilweise in seinen Schriften verarbeitete. Er war einer der Mitbegründer des Verbandes deutscher Schriftsteller und war dort seit 1956 ehrenamtlicher Geschäftsführer für Nordrhein-Westfalen, von 1964 bis 1971 Bundesgeschäftsführer, außerdem Geschäftsführer der Gesellschaft für Literatur in NRW. Ab 1966 war er auch ehrenamtlicher Richter am Finanzgericht.

## Werke
- Überwasser. Spiel. Münster 1940.
- In der Welt Karl May’s. Essay. Dresden 1943.
- Der Brautvater. Lustspiel. Allagen-Möhne 1946.
- Kaiser Neros Christenverfolgung. Schauspiel in vier Akten. Selbstverlag, Allagen-Möhne 1950, ISBN 3-937183-01-9.
- Das Möhnetal in Wort und Bild. Ein Heimatbuch für das Möhne- und Westertal. Selbstverlag, Allagen-Möhne 1950, ISBN 3-937183-02-7.
- Der Sängerkrieg auf der Wartburg. Schauspiel. Allagen-Möhne 1951.
- Der Schrei in den Wäldern. Jugendbuch. Allagen-Möhne 1954.
- Westfalenlob. Heimatgedichte. Münster 1956.
- Die Eismeerfischer – Erlebnisbuch d. dt. Hochseefischerei. Aschendorff, Münster 1959.
- Grönlandreise. Erlebnisbericht. Münster 1961.
- Die schwarze Gilde. Erzählung. Dt. Heimat-Verlag, Bielefeld-Bethel 1963.

als Herausgeber
- Deutsche Liebesgedichte. Anthologie. 1955.
- Der Witz der Westfalen gesammelt und aufgezeichnet. Desch, München/Wien/Basel 1972, ISBN 3-420-07164-7, Neuausgabe Herbig, München 1986, ISBN 3-7766-1387-4.
- Kleine Bettlektüre för Lüde ut Westfaolen, de gärn plattdütsk küert. Scherz, Bern [1981], ISBN 3-502-39105-X.
- Kleine Bettlektüre für standfeste Osnabrücker. Scherz, Bern [1981], ISBN 3-502-39035-5.
- Kleine Bettlektüre für standhafte Dortmunder. Scherz, Bern [1981], ISBN 3-502-39034-7.
- Kleine Bettlektüre för leeve Lück, die jän Kölsch verzälle. Scherz, Bern [1983], ISBN 3-502-39109-2.
- Kleine Bettlektüre für die weitblickenden Leute vom Niederrhein. Scherz, Bern 1986, ISBN 3-502-39126-2.

Hörfunk
- Das Rendezvous. Hörspiel, SFB 1948.
- Die Brandung. Hörspiel, 1962.
- Das Rettungsboot. Hörspiel, 1963.

Fernsehen
- Der Brauthandel. Fernsehspiel, 1961.

Tonträger, postum
- Dietmar Damwerth (Hrsg.): Wilhelm Damwerth: 20.11.1923 – 5.5.1988. Kurzgeschichten + Gedichte: LIVE. Damwerth, Langeoog 2002 [CD], ISBN 3-937183-03-5.

## Auszeichnungen
- 1961: Auslandsstipendium des Auswärtigen Amtes
- 1974: Bundesverdienstkreuz am Bande[1]
- 1988: Leonhard-Mahlein-Medaille der IG Medien